# Raa (película)
Raa... (¡Venir!) es una película de drama romántico en idioma télugu de 2001 protagonizada por Upendra y Priyanka Trivedi en los papeles principales. La película fue dirigida por KS Nageswara Rao, producida por Nallamalupu Bujji y tiene música compuesta por Gurukiran.

## Elenco
- Upendra como Sridhar
- Priyanka Trivedi como Shanthi
- Dhamini
- Sadhu Kokila como 'Triple X' Ranjith Kumar y amigo de Sridhar
- Giri Babu
- Anant
- Tirupati Prakash
- Siva Parvati
- Gundu Hanumantha Rao

## Banda sonora
La banda sonora de la película cuenta con 5 canciones compuestas por Gurukiran:
- «Pelladuta Rave»
- «Yemito Yekkado»
- «Antaru Antha Nannu»
- «Raa Moham Dwesham»
- «Listo 1234»

## Recepción
Jeevi de Idlebrain.com calificó la película con uno de cinco y escribió que «Esta película es una película de tercer grado hecha con mal gusto. Upendra está desperdiciado en este papel de Sri. La mayoría de las escenas de la película son obscenas y vulgar. Una mujer nunca podrá ver esta película en público». Gudipoodi Srihari de The Hindu escribió que «Sólo Upendra y Priyanka dominan el drama. El resto simplemente se desvanece en este endeble drama».

## Taquillas
La película completó 100 días de exhibición en Andhra Pradesh, se estrenó en Karnataka y se exhibió durante 75 días en Bangalore. Según el productor de la película, Nallamalupu Bujji, Raa resultó ser un éxito de taquilla de «mínima garantía».